# Biloozerskyj Nationalpark
Biloozerskyi Nationalpark (ukrainsk: Білоозерський націлональний природний парк) er et beskyttet område i Ukraine, der ligger på østsiden af Kanivreservoiret på Dnepr-floden. Den deles mellem Boryspil rajon i Kyiv oblast og Tjerkasy rajon i Tjerkasy oblast. Parken blev oprettet den 11. december 2009.